# Valeriu Catînsus
Valeriu Vasilievici Catînsus (ur. 27 kwietnia 1978 w Kiszyniowie) – mołdawski piłkarz grający na pozycji środkowego obrońcy.

## Kariera klubowa
Swoją karierę piłkarską Catînsus rozpoczął w klubie Agro Kiszyniów. W 1993 roku awansował do kadry pierwszego zespołu Agro i w sezonie 1993/1994 zadebiutował w nim w pierwszej lidze mołdawskiej. W Agro grał do końca 1997 roku, a na początku 1998 roku przeszedł do Zimbru Kiszyniów. W latach 1998, 1999 i 2000 trzykrotnie z rzędu wywalczył z Zimbru tytuł mistrza Mołdawii. W 1998 roku zdobył też Puchar Mołdawii.
W 2002 roku Catînsus został zawodnikiem ukraińskiego Czornomorca Odessa. Grał w nim w sezonach 2002/2003 i 2003/2004. W 2004 roku przeszedł do rosyjskiego Arsienału Tuła, występującego w Pierwszej Dywizji. W 2005 roku podpisał kontrakt z Tomem Tomsk z Priemjer-Ligi. Zawodnikiem Tomu był do końca 2009 roku. W 2010 roku przeszedł do Szynnika Jarosław.
| Sezon   | Klub               | Kraj     | Rozgrywki         | Mecze | Bramki |
| ------- | ------------------ | -------- | ----------------- | ----- | ------ |
| 1993/94 | Agro Kiszyniów     | Mołdawia | Divizia Națională | 4     | 0      |
| 1994/95 | Agro Kiszyniów     | Mołdawia | Divizia Națională | 9     | 1      |
| 1995/96 | Agro Kiszyniów     | Mołdawia | Divizia Națională | 29    | 5      |
| 1996/97 | Agro Kiszyniów     | Mołdawia | Divizia Națională | 27    | 1      |
| 1997/98 | Agro Kiszyniów     | Mołdawia | Divizia Națională | 13    | 3      |
| 1997/98 | Zimbru Kiszyniów   | Mołdawia | Divizia Națională | 11    | 1      |
| 1998/99 | Zimbru Kiszyniów   | Mołdawia | Divizia Națională | 25    | 1      |
| 1999/00 | Zimbru Kiszyniów   | Mołdawia | Divizia Națională | 31    | 7      |
| 2000/01 | Zimbru Kiszyniów   | Mołdawia | Divizia Națională | 26    | 1      |
| 2001/02 | Zimbru Kiszyniów   | Mołdawia | Divizia Națională | 28    | 0      |
| 2002/03 | Czornomoreć Odessa | Ukraina  | Wyszcza Liha      | 24    | 1      |
| 2003/04 | Czornomoreć Odessa | Ukraina  | Wyszcza Liha      | 15    | 0      |
| 2004    | Arsienał Tuła      | Rosja    | Pierwyj diwizion  | 35    | 0      |
| 2005    | Tom Tomsk          | Rosja    | Priemjer-Liga     | 24    | 1      |
| 2006    | Tom Tomsk          | Rosja    | Priemjer-Liga     | 21    | 0      |
| 2007    | Tom Tomsk          | Rosja    | Priemjer-Liga     | 30    | 1      |
| 2008    | Tom Tomsk          | Rosja    | Priemjer-Liga     | 27    | 0      |
| 2009    | Tom Tomsk          | Rosja    | Priemjer-Liga     | 21    | 0      |
| 2010    | Szynnik Jarosławl  | Rosja    | Pierwyj diwizion  | 33    | 0      |
| 2011/12 | Szynnik Jarosław   | Rosja    | Pierwyj diwizion  |       |        |

## Kariera reprezentacyjna
W reprezentacji Mołdawii Catînsus zadebiutował 31 16 grudnia 1999 w przegranym 0:2 towarzyskim meczu z Grecją. W swojej karierze grał w eliminacjach do MŚ 2002, Euro 2004, eliminacjach do MŚ 2006, Euro 2008 i eliminacjach do MŚ 2010. Od 1999 do 2009 roku rozegrał w kadrze narodowej 55 meczów.